# Atletica leggera ai Giochi della XXIII Olimpiade - Staffetta 4×100 metri maschile

Video della Finale

La staffetta 4×100 metri ha fatto parte del programma maschile di atletica leggera ai Giochi della XXIII Olimpiade. La competizione si è svolta nei giorni 10-11 agosto 1984 al «Memorial Coliseum» di Los Angeles.

## Presenze ed assenze dei campioni in carica
| Competizione      | Atleta           | Prestazione | Los Angeles 1984 |
| ----------------- | ---------------- | ----------- | ---------------- |
| Olimpiadi 1980    | Unione Sovietica | 38”26       | Assente          |
| Commonwealth 1982 | Nigeria          | 39”15       | Presente         |
| Europei 1982      | Unione Sovietica | 38”60       | Assente          |
| Asiatici 1982     | Cina             | 39”82       | Non qual.        |
| Panamericani 1983 | Stati Uniti      | 38”49       | Presenti         |
| Africani 1982     | Costa d'Avorio   | 40”3        | Non qual.        |
| Mondiali 1983     | Stati Uniti      | 37”86       | Presenti         |

1. ↑  Per il boicottaggio.

## Finale
| Pos | Paese       | Atleti                                                 | Tempo |
| --- | ----------- | ------------------------------------------------------ | ----- |
|     | Stati Uniti | Sam Graddy Ron Brown Calvin Smith Carl Lewis           | 37"83 |
|     | Giamaica    | Albert Lawrence Gregory Meghoo Don Quarrie Ray Stewart | 38"62 |
|     | Canada      | Ben Johnson Tony Sharpe Desai Williams Sterling Hinds  | 38"70 |

Carl Lewis conquista la sua quarta medaglia d'oro in un'Olimpiade, replicando l'impresa di Jesse Owens a Berlino 1936. In futuro l'atleta americano stabilità il record di vittorie olimpiche nella sua specialità, il salto in lungo.